# هامیلتون (نیوزیلند)
شهر هامیلتون مرکز استان وایکاتو بزرگترین و پر جمعیت‌ترین شهر غیر ساحلی کشور نیوزیلند است.

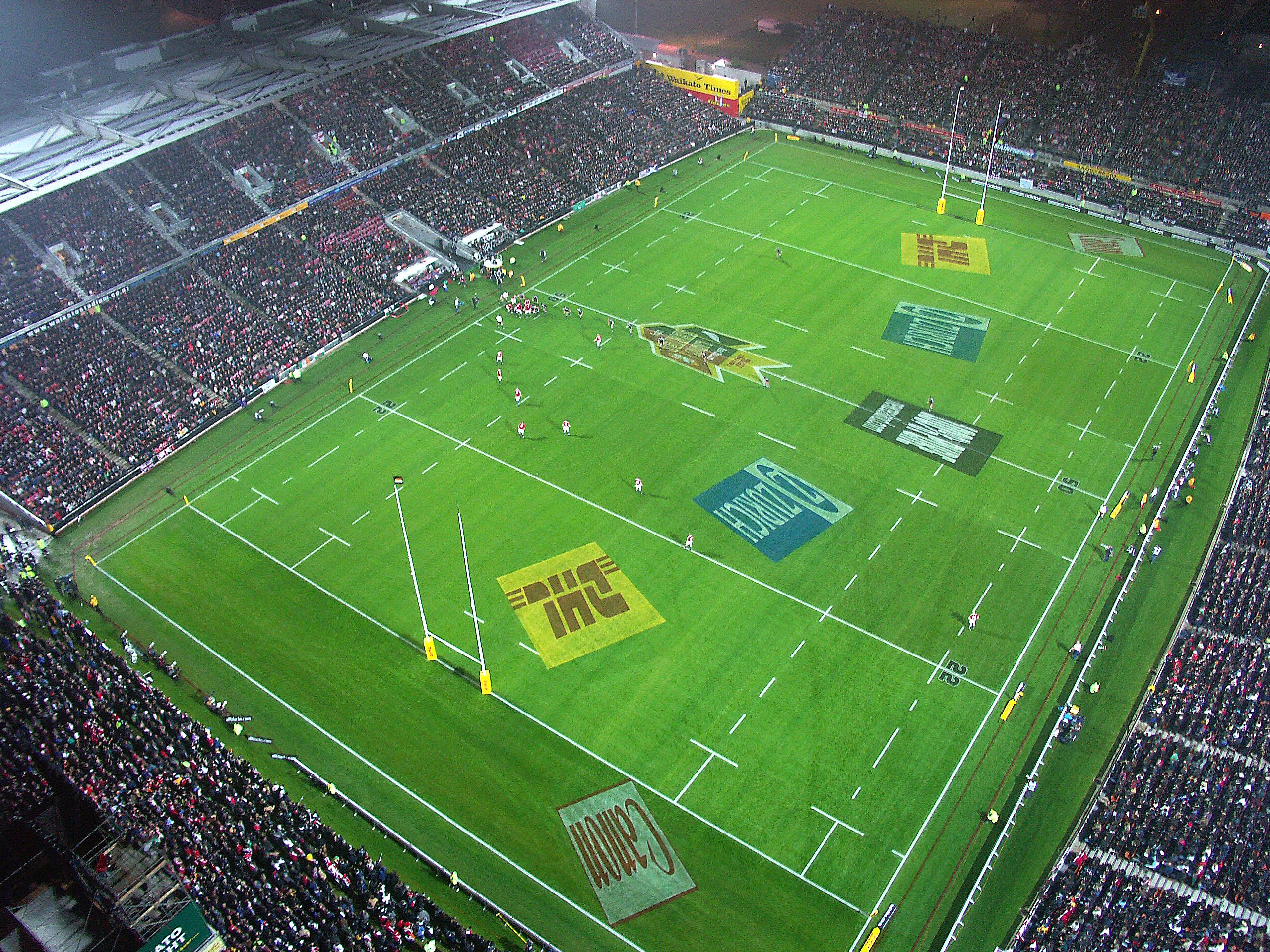
استادیوم وایکاتو